# Українець на Зеленому Клині
Українець на Зеленому Клині — перша україномовна газета на Далекому Сході, тижневик. Видавець і редактор часопису — Дмитро Боровик. 

## Історія
Перше число вийшло 30 квітня 1917. Газета порушувала питання відродження і збереження рідної культури, консолідувала місцеве українство задля побудови незалежної української держави.
Редакція газети підтримувала тісні зв'язки з часописами в Україні, США та Канаді, інформувала читачів про події в Україні та в інших українських громадах, друкувала Універсали Української Центральної Ради, дописи про українські військові з'їзди та їхні резолюції. Активно виступала за організаційне оформлення місцевого українства і тісну співпрацю з подібними товариствами інших національностей. Обстоюючи необхідність створення незалежної української держави та української автономії на Далекому Сході, редакція газети активно підтримувала і пропагувала ідею створення власних збройних сил.
Починаючи із другого числа, у газеті з'явилася постійна рубрика про місцеве українське життя, однак невеликий розмір самого часопису не давав змоги вміщувати багато таких відомостей.
Цікавими, змістовними й актуальними були статті самого Д. Боровика (іноді він підписував їх псевдонімом Дм. Кивороб) на політичні та громадські теми.
Кількість чисел газети, що вийшли, не відома, але щонайменше їх було 42.
Однойменну, але двомовну газету зусиллями Товариства української культури Приморського краю було зареєстровано 1 грудня 1992, а в січні 1993 вийшло її перше число. Наклад — 5 000 примірників. Друге число вийшло в серпні 1993. Усі наступні числа виходили регулярно.
Перший номер редагував Г. Гордієнко, усі наступні — виконувачка обов'язків редактора Г. Кушнарьова. Друкувалася газета у видавництві «Дальпресс».
Газета подавала інформацію про події в Україні та життя українців у діаспорі, матеріали на історичні теми (зокрема, про українців Далекого Сходу), давала юридичні консультації (рубрику вів майор юстиції Г. Гордієнко).
Усього вийшло 5 чисел (останнє — у листопаді 1993).